# موشا
موشا (به عربی: موشا) یک منطقهٔ مسکونی در مصر است که در استان اسیوط واقع شده‌است.